# Elezioni presidenziali in Burkina Faso del 2005
Le elezioni presidenziali in Burkina Faso del 2005 si tennero il 13 novembre.

## Risultati
| Candidati                   | Partiti                                                       | Voti      | %     |
| --------------------------- | ------------------------------------------------------------- | --------- | ----- |
| Blaise Compaoré             | Congresso per la Democrazia e il Progresso                    | 1 660 148 | 80,35 |
| Bénéwendé Stanislas Sankara | Unione per la Rinascita/Movimento Sankarista                  | 100 816   | 4,88  |
| Laurent Bado                | Partito della Rinascita Nazionale                             | 53 743    | 2,60  |
| Philippe Ouédraogo          | Partito per la Democrazia e il Socialismo                     | 47 146    | 2,28  |
| Ram Ouédraogo               | Raggruppamento degli Ecologisti del Burkina Faso              | 42 061    | 2,04  |
| Ali Lankoandé               | Partito per la Democrazia e il Progresso - Partito Socialista | 35 949    | 1,74  |
| Norbert Tiendrébéogo        | Fronte delle Forze Sociali                                    | 33 353    | 1,61  |
| Soumane Touré               | Partito Africano dell'Indipendenza                            | 23 266    | 1,13  |
| Gilbert Bouda               | Partito per la Rifondazione del Burkina                       | 21 658    | 1,05  |
| Pargui Emile Paré           | Alleanza Socialista                                           | 17 998    | 0,87  |
| Hermann Yaméogo             | Unione Nazionale per la Difesa e la Democrazia                | 15 685    | 0,76  |
| Toubé Clément Dakio         | Unione per la Democrazia e lo Sviluppo                        | 7 741     | 0,37  |
| Nayabtigungu Congo Kaboré   | Movimento per la Tolleranza e lo Sviluppo                     | 6 706     | 0,32  |
| Totale                      | Totale                                                        | 2 066 270 | 100   |